# السهولة (حبيش)

تعديل مصدري - تعديل

السهولة هي إحدى قرى عزلة صائر بمديرية حبيش التابعة لمحافظة إب، بلغ تعداد سكانها 793 نسمة حسب تعداد اليمن لعام 2004.